# (8112) Cesi
(8112) Cesi ist ein Asteroid des äußeren Hauptgürtels, der am 3. Mai 1995 von Astronomen des Santa Lucia Stroncone-Observatoriums (IAU-Code 589)  in der Region Umbrien, circa 6 km südlich der Stadt Terni, entdeckt wurde.
Der Asteroid wurde nach dem italienischen Naturforscher und Humanisten der italienischen Renaissance Federico Cesi (1585–1630) benannt, der im Alter von 18 Jahren die Accademia dei Lincei gründete, der ab 1611 auch Galileo Galilei angehörte.